# Romolo Grano
Romolo Grano (Venezia, 14 agosto 1929) è un musicista, compositore e direttore d'orchestra italiano.

## Biografia
Romolo Grano è un musicista esecutore (pianoforte, oboe, violoncello, percussioni, corno inglese), direttore d'orchestra e compositore, anche nel campo elettronico e sperimentale.
Ha studiato al conservatorio di musica Benedetto Marcello di Venezia, dove conobbe Luigi Nono. Frequentatore della “Scuola di Darmstadt”, il 21 luglio 1952, al corso estivo di Darmstadt, nella Germania Est, Grano è oboista alla première del Kreuzspiel di Karlheinz Stockhausen e percussionista alla prima del brano “Musica su due dimensioni”, scritto e diretto da Bruno Maderna.
È autore di numerose colonne sonore per il cinema e specialmente per molti sceneggiati televisivi della Rai Radiotelevisione Italiana di enorme successo tra gli anni sessanta e settanta del novecento, come ad esempio Nero Wolfe (1969), Il segno del comando (1971), Joe Petrosino (1972),  Ho incontrato un'ombra (1974, con il celebre brano strumentale A Blue Shadow, eseguito dall'orchestra di Berto Pisano), L'amaro caso della baronessa di Carini (1975), Madame Bovary (1978), Illa: Punto d'osservazione (1981): il tema di quest'ultimo sceneggiato è diventato poi nel 1987 la celeberrima sigla di Telefono giallo, trasmissione di punta di Raitre.

## Filmografia

### Colonne sonore

#### Cinema
- Ça ira, il fiume della rivolta, regia di Tinto Brass (1964)
- Arcana, regia di Giulio Questi (1972)

### Televisione
- Peppino Girella – serie TV, 6 episodi (1963)
- Chi è cchiu' felice 'e me!, regia di Eduardo De Filippo,  (1964)
- Sheridan, squadra omicidi – serie TV, episodi 1x5 (1967)
- La donna di quadri – serie TV, 5 episodi (1968)
- La donna di cuori – serie TV, 5 episodi (1969)
- Le inchieste del commissario Maigret – serie TV, episodi 3x1 (1968)
- Nero Wolfe – serie TV, 7 episodi (1969-1971)
- Il segno del comando – serie TV, 5 episodi (1971)
- Joe Petrosino – serie TV, 5 episodi (1972)
- Ho incontrato un'ombra – serie TV, 4 episodi (1974)
- L'amaro caso della baronessa di Carini – serie TV, 4 episodi (1975)
- Madame Bovary – serie TV, 6 episodi (1978)
- Episodi della vita di un uomo, regia di Giuliana Berlinguer (1980)
- Illa: Punto d'osservazione – serie TV, episodi 1x1-1x2-1x3 (1981)[7]
- Buio nella valle – serie TV, 2 episodi (1984)
- Linea Rovente – Trasmissione televisiva, musiche originali - RAI TRE (1987)

## Discografia

### Albums, LP, CD
- Ca ira, il fiume della rivolta - (RCA, 1964)
- Romolo Grano, Carmine Rizzo, Nino Bonavolonta - Autori Italiani Contemporanei - (OscarVox, 1965)
- Romolo Grano, Olivio Di Domenico - Autori Italiani Contemporanei - (OscaVox, 1965)
- Fotogrammi sonori - (Edimerc, 1969)
- Romolo Grano e la sua orchestra - Danza irlandese N.2 - Musiche Leggere E Gaie - Sport 1 - (RCA, 1970)
- Romolo Grano e la sua orchestra - Danza irlandese N.2 - Esotici - Danze e folklore 2 - (RCA, 1970)
- Rengran Mix - Romolo Grano, Paolo Renosto - (New Tape, 1971)
- Tropical - Romolo Grano, Paolo Renosto - (New Tape, 1972)
- Arcana - (Pegaso, 1972)
- Musica Elettronica 1 - (Joker, 1973)
- Ho incontrato un'ombra (Colonna sonora originale dello sceneggiato TV) - (Pegaso, 1974)
- L'Edera (Colonna sonora originale dello sceneggiato TV) - (Pegaso, 1974)
- L'amaro caso della baronessa di Carini - (Digitmovies, 1975)
- Le montagne della luce -  Romolo Grano, Gianni Oddi - (Ricordi, 1975; Four Flies Srls, 2019)
- Romolo Grano e la sua orchestra - Gran Valzer - Musiche di genere e di maniera - (RCA, 1976)
- Romolo Grano e la sua orchestra - Danza irlandese N.2 - Musiche di genere e di maniera - (RCA, 1976)
- Religioni Vol. I° - Giubileo - (Cinevox, 1976)
- Le Colonne Sonore Televisive Di Romolo Grano - (RCA, 1976)
- Civiltà sepolte - Romolo Grano, Paolo Renosto - (Canopo, 1976)
- Romolo Grano e la sua orchestra - Repressione - April Orchestra Présente RCA Sound Vol. 6 - (RCA, 1977)
- L'uomo del tesoro di Priamo - (Pegaso, 1977)
- Madame Bovary (Colonna sonora originale dello sceneggiato televisivo) - (RCA, 1978)
- Orchestra dell'Angelicum diretta da Romolo Grano - Serie Romantica - (Disco Angelicum, ?)
- Orchestra dell'Angelicum diretta da Romolo Grano - Serie Campestre - (Disco Angelicum, ?)
- Orchestra dell'Angelicum diretta da Romolo Grano - Serie Infantile - (Disco Angelicum, ?)
- Orchestra dell'Angelicum diretta da Romolo Grano - Serie Suspense - (Disco Angelicum, ?)
- Orchestra dell'Angelicum diretta da Romolo Grano - Serie Drammatica - (Disco Angelicum, ?)
- Orchestra filarmonica di Roma diretta da Romolo Grano e Alessandro Derevitsky - Musiche di autori italiani contemporanei (Musiche per sonorizzazioni) Vol. 5 - (RCA Custom,?)
- Orchestra filarmonica di Roma diretta da Romolo Grano e Alessandro Derevitsky - Musiche di autori italiani contemporanei (Musiche per sonorizzazioni) Vol. 7 - (RCA Custom,?)
- Anni '20, Music for broadcasting and movies - (Heristal Entertainment, ?)

### Singoli (45 giri) e EP
- Dixie '927/Fra Poco - Romolo Grano e la sua orchestra - Annamaria Rosati - (Contape, 1967)
- A blue shadow - Promo - Romolo Grano, Gianni Oddi - (Digitmovies, 1974)
- A blue shadow - Romolo Grano, Berto Pisano e la sua orchestra - (RCA, 1974)
- Sweet Dream - Romolo Grano, Gianni Oddi - (RCA, 1975)
- Il tema di Toto - (Cetra, 1976)
- Madame Bovary/ Il valzer di Emma - (RCA, 1978)
- Illa - (CGD, 1980)
- Kilimangiaro (Le montagne della luce) - Romolo Grano, Gianni Oddi - (Ricordi 1975; Four Flies Records, 2019)

### Raccolte
- Romolo Grano e la sua orchestra - Il segno del comando: cento campane e altro - (Selezione dal Reader's Digest, 1977)
- Arcana - L`uomo del tesoro di Priamo (CD) - (Digitmovies Alternative Entertainment, 2015)
- Esterno notte vol.2 - Vari autori - (Working in the city - Romolo Grano, Berto Pisano) - (Four Flies Records, 2018)

## Curiosità
- Il brano Cento campane, composto per lo sceneggiato televisivo del 1971 Il segno del comando, pochi mesi dopo la conclusione del teleromanzo diventa il tema conduttore di una serie pubblicitaria di Carosello per il detersivo per bucato Nuovo All della Lever Gibbs (oggi Unilever) con protagonista Ugo Pagliai, apertamente ispirata allo sceneggiato.[8]